# Виноградарева кућа
Виноградарева кућа се налази на самом уласку у спомен комплекс Задужбине Краља Петра I на Опленцу, као њен саставни део. 
Ова кућа изграђена је 1911. године у стилу старе српске куће, као омања приземљуша и у њој је извесно време живео управник краљевских винограда. Више пута је била преправљана и проширавана, а током окупације у Другом светском рату у њој се налазила жандармеријска станица. Почетком 1970-их година кућа је добила свој садашњи изглед као — кућа са укопаним подрумом и над њим постављеним доксатом, тремом са аркадама. У овој кући је 27. децембра 1975. године отворен Музеј Народноослободилачке борбе који је кроз сталну поставку „Топола у Народноослободилачкој борби” давао приказ догађаја од 1941. до 1944. године у Тополи и њеној околини. Музеј и споменици испред њега су били на мети вандала јануара 1992. године, а од 1994. године музеј је затворен за јавност.
У Виноградаревој кући се од 2005. године налази стална поставка легата сликара Николе Граовца.